# Evolvulus herrerae
Evolvulus herrerae är en vindeväxtart som beskrevs av V. Ooststr. Evolvulus herrerae ingår i släktet Evolvulus och familjen vindeväxter. Inga underarter finns listade i Catalogue of Life.